# Machi Tawara

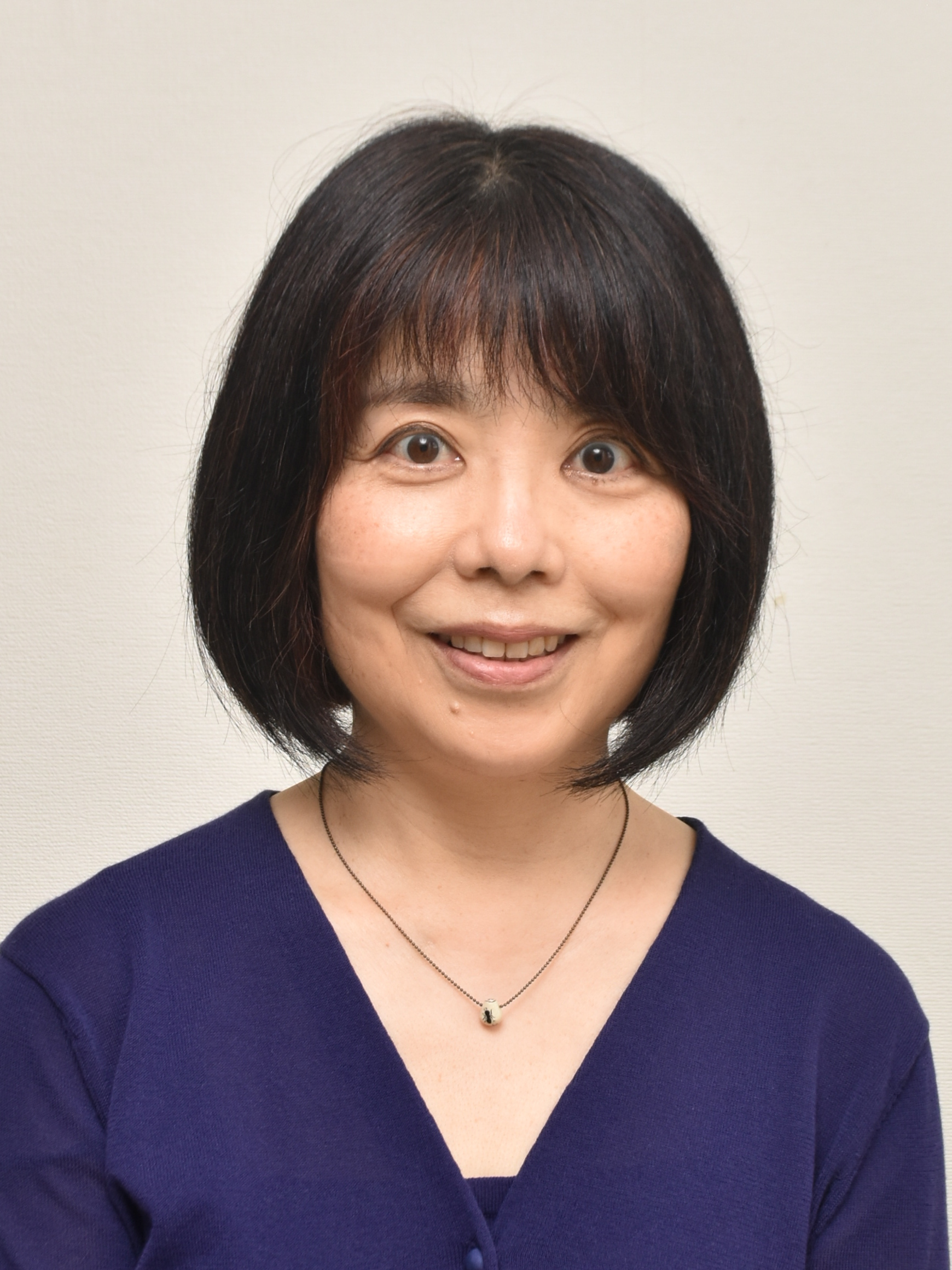
Machi Tawara

Machi Tawara (jap. 俵 万智, Tawara Machi; * 31. Dezember 1962 in Kadoma) ist eine japanische Lyrikerin und Übersetzerin.
Tawara wuchs in Takefu (heute Echizen) auf und studierte von 1981 bis 1985 japanische Literatur an der Waseda-Universität. Bis 1989 unterrichtete sie Japanisch am Hashimoto-Gymnasium in Sagamihara. Während ihres Studiums begann sie, unter der Anleitung des Dichters Yukitsuna Sasaki, Tanka zu schreiben. 1986 erhielt sie den zweiunddreißigsten Kadokawa-Tanka-Preis. Ihr erster Gedichtband, die Tanka-Sammlung Sarada kinenbi (サラダ記念日), erschien 1987 und wurde mehr als zwei Millionen Mal verkauft. Bekannt wurden auch ihre Übertragung des Man’yōshū, Taketori Monogatari und Midare Gami (みだれ髪) in modernes Japanisch. Außerdem trat sie als Literaturkritikerin hervor, veröffentlichte mehrere Reise- und Fotobücher und schrieb Essays für Zeitungen und Zeitschriften wie Asahi Shimbun und Bungei Shunjū. 2004 wurde sie mit dem Murasaki-Shikibu-Literaturpreis für Aisuru Genji monogatari ausgezeichnet.
Im Jahr 2023 wurde ihr Medaille am Violetten Band verliehen.

## Weblink
- Website von Machi Tawara (japanisch)